# Quietus (Silent Reverie)
Solitary Ground este cel de-al doilea single al formației de origine olandeză, Epica, extras de pe albumul Consign to Oblivion.

## Lista melodiilor

### Discul single cu 2 melodii
1. "Quietus (Silent Reverie)" - single version
2. "Linger" - previously unreleased track

### Discul single cu 4 melodii
1. "Quietus (Silent Reverie)" - single version
2. "Crystal Mountain (Death Cover)"  - previously unreleased orchestral version
3. "Quietus (Silent Reverie)" - grunt version
4. "Crystal Mountain (Death Cover)" - previously unreleased track